# National Archives and Records Administration
Pour les articles homonymes, voir Archives nationales (homonymie).
La National Archives and Records Administration (NARA) est une agence indépendante du gouvernement des États-Unis responsables des archives produites et reçues par les organes du gouvernement fédéral dont le but est de faciliter l’accès public à ces documents. Elle est aussi responsable de l’édition des actes du Congrès des États-Unis et des règlements fédéraux. Elle est dirigée par l'archiviste des États-Unis et siège au National Archives Building à Washington. Sa structure actuelle remonte à 1985.
La NARA s'occupe uniquement des documents créés par l’État fédéral et les présidents du pays. Elle ne collecte pas de documents de provenance privée. Ce rôle est joué aux USA par la Library of Congress.
Elle joue aussi un rôle central dans les processus électoraux et législatifs puisqu'elle certifie et publie les décisions fédérales.

## Sites gérés par la NARA
La NARA chapeaute une partie du réseau des bibliothèques présidentielles disséminées sur le territoire américain.

## Quelques documents anciens conservés à la NARA
- 1774 - 1789 : la Constitution des États-Unis
- 1776 : la Déclaration d'indépendance des États-Unis
- 1789 : la Déclaration des droits
- 1803 : une liste de courses de Meriwether Lewis en préparation de son expédition dans l'Ouest
- 1803 : le traité d'achat de la Louisiane à la France
- 1862 : la loi d'émancipation du district de Columbia
- 1863 : la Proclamation d'émancipation
- 1865 : le XIIIe amendement de la Constitution des États-Unis relatif à l'abolition de l'esclavage
- 1868 : le chèque d'achat de l'Alaska à la Russie
- 1880 : le brevet d'invention de l'ampoule électrique de Thomas Edison
- 1917 : le télégramme Zimmermann
- 1919 : le XIXe amendement sur le droit de vote des femmes
- 1935 : la loi sur la sécurité sociale
- 1941 : le discours du « jour de l'infamie » prononcé par Franklin Delano Roosevelt après l'attaque de Pearl Harbor par le Japon et précédant la déclaration d'entrée en guerre des États-Unis par le Congrès
- 1935 : les photographies et métrages réalisés par Eva Braun, la compagne d'Adolf Hitler[1]
- 1955 : le Brown v. Board of Education (Brown contre le conseil d'établissement), décision de la Cour suprême des États-Unis marquant la fin de la ségrégation raciale à l'école

## Première présidence de Donald Trump
La NARA qui a pour mission de récolter les documents relatifs aux travaux des présidents et présidentes, a dû déployer des moyens inhabituels pour recueillir l'ensemble de ceux de la première présidence Trump après la fin de celle-ci. Cela a donné lieu à une enquête du FBI en 2022, sous le nom de code Plasmic Echo (en), et à un procédure de judiciaire à l'encontre de ce président.

## Seconde présidence de Donald Trump
Rapidement après sa seconde prise de fonction, Donald Trump a procédé au limogeage de l'archiviste de l'Etat en fonction Colleen Shogan.

## Dans la culture populaire
Une partie du film Benjamin Gates et le Trésor des Templiers de Jon Turteltaub (2004) se déroule aux archives nationales : le héros incarné par Nicolas Cage y vole la Déclaration d'indépendance américaine.